# 拉斐尔·菲利贝托·邦内利
拉斐尔·菲利贝托·邦内利·丰德(西班牙语：Rafael Filiberto Bonnelly Fondeur）（1904年8月22日—1979年12月28日）是一名多米尼加律师、学者、外交官，1962年到1963年间任多米尼加共和国总统。他曾于1960年到1962年担任多米尼加副总统，并在前任总统华金·巴拉格尔逃离多米尼加后成为该国总统，领导了多米尼加的进一步自由化。